# 東京工芸大学
東京工芸大学（とうきょうこうげいだいがく、英語: Tokyo Polytechnic University）は、東京都中野区本町2丁目に本部を置く日本の私立大学。1923年創立、1950年大学設置。大学の略称は工芸大、写大（写真界）。

## 概観

### 大学全体
大学名の「工芸」は、工学と芸術を示しており、手工業品の工芸の意ではない。小西六本店（→小西六写真工業→現コニカミノルタ）社長 六代目杉浦六右衛門の「時勢の必要に応ずべき写真術の実技家及び研究家を養成し、併せて一般社会における写真術の向上発達を図る」という理念を継ぎ、七代目杉浦六右衛門により、1923年に日本初の写真学校である小西寫眞専門学校として設立された。日本では数少ない、写真学科を設置した大学である。戦前の旧制専門学校時代は写専と呼ばれ、現在でも写真界では東京写真大学（旧称）の略称である写大のまま通用しているケースもある。

#### 大企業との関わり
第二次大戦中、学生の動員先は小西六写真工業や富士写真フイルム（現富士フイルム）、日本光学工業（現ニコン）など写真関連の工場、または陸地測量部や海軍工廠など軍関係の写真関連施設が主だった。 戦後、1950年に新学制の元で東京写真短期大学として発足し、翌年、財団法人を学校法人に改組し、理事は小西六写真工業（現コニカミノルタ）をはじめ、オリエンタル写真工業、日本光学工業（現ニコン）、富士写真フイルム（現富士フイルム）、大日本印刷など、写真業界と印刷業界の大手企業から集った。宇治、深海らと共にオリンパス光学工業（現オリンパス）で胃カメラを発明した杉浦睦夫の出身校でもある。

#### 世界・日本有数の施設
世界有数の研究施設として、風工学研究センター（附属機関としてAPEC諸国強風防災センター及び風工学技術情報室）を有する。また、日本有数のオリジナル・プリント所蔵数を誇る写大ギャラリーや、国内の大学で唯一の「色」の国際的な研究拠点である色の国際科学芸術研究センターを有する。

### 建学の精神
時勢ノ必要ニ應ズベキ寫眞術ノ實技家及研究家ヲ養成シ併セテ一般社會ニ於ケル寫眞術ノ向上發達ヲ圖ル
時勢の必要に応ずべき写真術の実技家及び研究家を養成し併せて一般社会における写真術の向上発達を図る（大正12年 財團法人 小西寫眞専門学校）

#### 東京工芸大学の理念
東京工芸大学は
- テクノロジーとアートの融合を推進し、新たな価値を創造します。
- 常に学生の知識・教養・人格の向上に努めます。
- 人々のために、社会の発展のために貢献します。

#### 教育目標
本学は、「東京工芸大学の理念」に基づき、以下に揚げる人材を育成するために、学生ひとりひとりの個性を尊重し、可能性を最大限に伸ばす教育をします。
- テクノロジーとアートの力で、社会の発展のために貢献できる人
- 自分の専門分野以外の事柄についても好奇心を持って学び、社会や産業界の変革にも柔軟に対応することができる人
- 人々の多様性を理解し、高いコミュニケーション能力とリーダーシップを持つ人
- 生涯にわたって学び続け、知識・教養を高めるとともに、人々のために貢献する意志を持つ人
- 本学で学んだこと、身につけたことを自身の言葉で明確に語ることができる人

#### 目的及び使命
東京工芸大学の目的及び使命は、次のとおりです。
- 大学
  - 本大学は，教育基本法に則り，学校教育法に定める大学として，工学・芸術の理論と応用を教授・研究するとともに，広い基礎的視野・認識と高度の専門知識・能力をもち，広く社会において指導的役割を担い得る人間性・感性豊かな人材を育成する。（大学学則[10]-目的及び使命より抜粋）
- 大学院
  - 東京工芸大学大学院は，工学と芸術学に関する学術の理論及び応用を研究し，その深奥を究めて，文化の進展に寄与することを目的とする。（大学院学則[11]-目的より抜粋）

## 学風

### 写真の高等教育が原点
1923年に日本初の写真学校として小西六本店（→小西六写真工業→現コニカミノルタ）社長が創設した小西寫眞専門学校を原点とする。
写真が1923年当時最先端技術と芸術の結晶だったことから、旧制専門学校（戦前の高等教育機関、現在の単科大学に相当）で写真の専門教育を行うためには、工学と芸術のどちらも高度に教授研究する必要があった。そのような経緯から、本学では工学と芸術が相互に深く関係するものとして捉えられてきた。大学名の英語表記には“Polytechnic” （「総合技術」「実学」といった意味を持ち、理工系エリートを輩出するフランスのエコール・ポリテクニークに由来する）という単語が使われている。
著名な写真家を多く輩出している。工・芸融合を大学の特色として標榜している。

#### 先駆的な教育
2003年4月、国内初のアニメーション学科を設置。2007年4月、西日本の京都精華大学に続き、東日本初のマンガ学科を設置。2010年、ゲーム学科を設置。創立以来の写真に加え、コンピュータや電子機器といった最先端テクノロジーを駆使するメディアアートを特に強みとする。

## テクノロジーとアートの融合

### 創立からの工・芸融合の歴史

#### 理工系及び芸術系の入試科目
1923年に創立した小西寫眞専門学校は、同年3月、以下の要領で本科生を募集した。
1. 入学資格　旧制中学校卒業程度（現在の高等学校卒業相当）
2. 修業年限　3年
3. 募集人数　30名
4. 入学試験　数学、物理、化学、英語、図画
5. 本科修了者には写真学士の学位を与える。

本科の入学試験科目は、「数学（代数・幾何）」「物理」「化学」「英語」「図画」の5科目であり、理学・工学系に加え美術系の試験を課していた。「アドミッション・ポリシー」を具現化したものが入学試験の科目だとすれば、創立当時の小西寫眞専門学校では、すでにテクノロジーとアートを融合した教育を実践するため、入学者にその素養を求めていたことが見てとれる。本科の3年間のカリキュラムは、写真の最先端の理論や実技などの専門科目に加えて、「数学」や「化学」など理系の科目、「図画」や「美術工芸史」など美術系の科目、「英語」や「経済」などの基礎教養科目が、体系的に組み合わされていた。

#### 教育課程の分化
1926年3月、小西六本店（→小西六写真工業→現コニカミノルタ）の附属機関というイメージを払拭し広く写真界と社会全般に貢献する教育機関としての姿勢を打ち出す為、東京写真専門学校へと改称した。1934年、写真を取り巻く社会の変化や時代の要請に応えるため、大きなカリキュラムの改正が実施された。第三学年の教育課程を第一部と第二部に分けたのである。第一部は表現に重きを置いた課程。第二部は技術に重きを置いた課程とした。この背景として、入学者や卒業後進路の多様化が挙げられる。創立当初、入学者は営業写真館の師弟が多く、卒業後は営業写真関係に就職する者が多かった。しかし年を追うごとに、写真に興味を持つ一般家庭からの入学者の割合が高くなった。卒業後の進路も多様化し、営業写真関係への就職だけでなく、表現・撮影系の職種としては新聞社や出版社、映画制作会社など、また技術・研究系の職種としては、写真工業や印刷関連の企業、政府や軍の関係機関などに進む学生が増えていた。

#### 教育体制の原形
1941年3月、学生定員を増やすことが文部省から認可され、あわせて本科の第一部を写真芸術科、第二部を写真理学科として設置することが認可された。これが、現在の本学の特色でもある、芸術学部と工学部という対極的な二つの課程からなる教育体制の原形である。

#### 戦時下の教育体制
1941年10月16日、緊迫する戦況に応じた臨時措置として、大学や専門学校など高等教育機関の修業年数短縮の勅令が公布された。同年12月8日、太平洋戦争が勃発した。1942年夏から学生の軍需産業への勤労奉仕が始まり、1943年10月12日には「教育ニ関スル戦時非常措置方策」が閣議決定され、文科系学生の徴兵猶予措置という特例は廃止された。1944年になると戦況は厳しさを増し、教育界でも官公立、私立を問わず、時局に合わせて体制を改める学校が増えてきた。本学では写真理学科と写真芸術科のいずれにおいても、技術と表現を融合した独自のカリキュラムを持っていたが、文科系の教育機関であるとされ文科系学生の徴兵猶予措置を取り消されていた。そこで、1944年4月より校名を東京写真工業専門学校へと改め、教育課程も写真化学工業科と写真光学器械科という理科系の二学科に編成し直すことで、徴兵猶予措置を取り戻すこととした。

#### 工学と芸術の教育体制
1950年、戦後に施行された新しい教育制度の中で、新制の大学として再出発をした東京写真短期大学では、主として写真材料や写真化学について学ぶ写真工業科と、撮影技術や表現を学ぶ写真技術科という、二つの教育課程を擁していた。それは写真を原点に、テクノロジーとアートの教育と研究を柱として、社会に貢献できる人材を輩出しようという本学の建学の精神を体現するものであり、現在の工学部と芸術学部からなる本学の教育課程につながる体制であった。

#### 4年制大学の設置
1964年1月24日の理事会において「今日の驚異的な科学技術の躍進と時代の要求により、前々より懸案の4年制大学を現在の短期大学と併設したい」と当時の春木榮理事長が提案し、1年後の1965年4月に4年制大学を開設することが承認された。その後、同年6月1日の理事会で、4年制大学は工学部として、高度化する写真・印刷産業を支える人材の養成を目的とする「写真工学科」と「写真印刷科」2学科を設置することが承認されたが、写真のみに特化した2学科構成での工学部設置に文部省が難色を示し却下されてしまう。1965年6月17日に開催された理事会において、設置学部は工学部のまま写真工学科と印刷工学科の2学科と名称を変更し、1966年9月末に提出された申請は、文部省の大学設置審議会と私立大学審議会での議論を経て、同年12月18日、無事に認可された。こうして東京写真大学は誕生した。

#### 変化する人材需要と学科新設
高度経済成長期、日本は世界第2位の経済大国に躍進した一方で、当時は公害と呼ばれた様々な環境問題に直面していた。こうした中、本学は工学部の写真化学分野を独立させて工業化学科を設置し、1973年4月に同学科の新入生を迎えた。また、高度成長期から続く建築ブームで、大都市での超高層ビルの建設や大規模工事、建設業の海外進出などで、建設業界では技能労働者・建設技術者の不足に悩まされていた。こうした課題の解決に向けて、建築学科の設置を1974年に文部省から認可され、同年4月に第1期の入学生131名を迎えた。1976年、急速なカメラの電子化に対応すべく電子工学科を新設した。

#### 工・芸融合科目
1994年に芸術学部を設置。その後、工学分野では工業デザインやヒューマンインターフェースなど芸術分野の素養が必要となり、また芸術分野ではゲームやインタラクティブアートなどテクノロジーの活用が必要となり、現在は工・芸融合科目という形でテクノロジーとアートの融合教育が行われている。
- 工・芸融合科目[19]　※カッコ内は単位数
  - 知性と感性を学ぶ（2）
  - アート＆サイエンス概論（2）
  - カラーサイエンス＆アート（2）
  - アニメーション工房（2）
  - 模型工房（2）
  - マンガ工房（2）
  - 3DCG工房（2）
  - 写真工房（2）
  - 工・芸制作演習（1）
  - 写真演習（1）
  - デザイン演習（1）
  - 現代社会と科学技術（2）
  - 色彩学（2）
  - CG入門（2）
  - Webデザイン（2）

## 沿革

### 略歴
1923年4月、小西六本店（→小西六写真工業→現コニカミノルタ）社長の七代目杉浦六右衞門が先代の遺言に基づき設立した小西寫眞専門学校が起源である。新学制により1950年4月に東京写真短期大学が発足、1966年4月に4年制の東京写真大学を設置、1977年4月に大学名を東京工芸大学と改称した。

### 年表[18]
- 1923年（大正12年）4月 七代目杉浦六右衞門、先代の遺言に基づき小西寫眞専門学校（本科、研究科、選科、別科）を東京府豊多摩郡代々幡町幡ヶ谷（現在の東京都渋谷区本町）に設立[14]
- 1924年（大正13年）6月 校友会が発足[15]
- 1925年（大正14年）10月 幡ヶ谷校舎で初の学生作品による写真展を開催[15]
- 1926年（大正15年）3月 校名を東京写真専門学校に改称
- 1926年（大正15年）3月25日 第一回卒業式を挙行（本科14名、選科1名、別科2名）、第一期生が同窓会（東京写真学士会）を結成[15]
- 1934年（昭和9年）本科第三学年の教育課程を第一部と第二部に分化[15]
- 1941年（昭和16年）3月 本科の第一部を写真芸術科、第二部を写真理学科として設置[15]
- 1944年（昭和19年）4月 校名を東京写真工業専門学校に改称、本科を再編成（写真化学工業科、写真光学器械科）[4]
- 1950年（昭和25年）4月 新学制により東京写真短期大学（写真技術科、写真工業科）として東京都中野区本町二丁目（現 中野キャンパス）に発足
- 1953年（昭和28年）3月 明仁親王（現在の上皇）が来学[16]
- 1962年（昭和37年）4月 写真印刷科を増設
- 1966年（昭和41年）4月 東京写真大学工学部（写真工学科、印刷工学科）を神奈川県厚木市（現 厚木キャンパス）に開設、東京写真短期大学を東京写真大学短期大学部に改称
- 1967年（昭和42年）4月 短期大学部写真工業科を写真応用科に名称変更
- 1973年（昭和48年）4月 工学部に工業化学科を増設
- 1974年（昭和49年）4月 工学部に建築学科を増設
- 1975年（昭和50年）5月20日 写大ギャラリーを開設、初代写大ギャラリー運営委員長は細江英公、初回展示は「Wynn Bullock展」（中野キャンパス）[8]
- 1976年（昭和51年）4月 工学部の印刷工学科を画像工学科に名称変更、工学部に電子工学科を増設、短期大学部の写真印刷科を画像技術科に名称変更
- 1977年（昭和52年）4月 大学名を東京工芸大学に改称、東京写真大学短期大学部を東京工芸大学短期大学部に改称
- 1978年（昭和53年）4月 大学院工学研究科修士課程（画像工学専攻、工業化学専攻）を開設（厚木キャンパス）
- 1982年（昭和57年）4月 東京工芸大学女子短期大学部（秘書科）を開設（厚木キャンパス）
- 1984年（昭和59年）創立60周年記念中央図書館を開設（厚木キャンパス）
- 1990年（平成2年）4月 大学院工学研究科修士課程に建築学専攻、電子工学専攻を増設
- 1993年（平成5年）4月 工学部写真工学科を光工学科に改組
- 1994年（平成6年）4月 芸術学部（写真学科・映像学科・デザイン学科）を開設（厚木キャンパス、中野キャンパス）、大学院工学研究科博士課程（工業化学専攻・電子工学専攻）を開設（厚木キャンパス）
- 1997年（平成9年）4月 大学院工学研究科修士課程に光工学専攻を増設
- 1997年（平成9年）8月 東京工芸大学短期大学部を廃止
- 1998年（平成10年）4月 大学院芸術学研究科修士課程（メディアアート専攻）を開設（中野キャンパス）、芸術別科写真技術専修を開設（中野キャンパス）
- 1999年（平成11年）4月 工学部工業化学科を応用化学科に名称変更
- 2000年（平成12年）大学基準協会会員校（正会員）登録[20]
- 2000年（平成12年）4月 大学院芸術学研究科博士課程（メディアアート専攻）を開設（中野キャンパス）、工学部電子工学科を電子情報工学科に名称変更
- 2001年（平成13年）4月 大学院工学研究科博士課程に建築学専攻を増設、芸術学部にメディアアート表現学科を増設（厚木キャンパス）、女子短期大学部秘書科をビジネス情報学科に名称変更
- 2002年（平成14年）学校教育法改正により認証評価制度が法制化[21]
- 2002年（平成14年）4月 工学部光工学科を光情報メディア工学科に名称変更、大学院工学研究科博士課程にメディア工学専攻を増設
- 2002年（平成14年）6月13日 放送大学と単位互換協定を締結[22]
- 2003年（平成15年）4月 芸術学部にアニメーション学科を増設（厚木キャンパス）、芸術学部デザイン学科にビジュアルコミュニケーションコースとヒューマンプロダクトコースを設置、英文名称をTokyo Institute of PolytechnicsからTokyo Polytechnic Universityに変更、「都市・建築物へのウインド・イフェクト」が文部科学省21世紀COEプログラムに採択[23]（→これを機に本学が国内の風工学研究拠点となる[7]）
- 2004年（平成16年）4月 工学部学科を再編成（メディア画像学科、ナノ化学科、建築学科、コンピュータ応用学科、システム電子情報学科）
- 2005年（平成17年）7月 東京工芸大学女子短期大学部を廃止
- 2007年（平成19年）4月 芸術学部にマンガ学科を増設（厚木キャンパス）、芸術学部アニメーション学科にアニメーションコースとゲームコースを設置
- 2008年（平成20年）3月 大学基準協会による2007年度評価で本学が大学基準に適合していると認定された（認定期限：2015年3月31日）[24]
- 2008年（平成20年）4月 大学院工学研究科の光工学専攻修士課程と画像工学専攻修士課程を改組しメディア工学専攻博士前期課程を設置、大学院工学研究科の電子工学専攻を電子情報工学専攻に名称変更
- 2008年（平成20年）6月 「風工学・教育研究のニューフロンティア」が文部科学省グローバルCOEプログラムに採択[25][26]（→これを機に本学の風工学研究センターは世界最高水準の研究基盤の下で世界をリードする創造的な人材育成を図ることとなった[25]）
- 2009年（平成21年）4月 工学部ナノ化学科を生命環境化学科に名称変更
- 2010年（平成22年）4月 大学院工学研究科の建築学専攻を建築学・風工学専攻に名称変更、工学部システム電子情報学科を電子機械学科に名称変更、芸術学部にゲーム学科を増設（厚木キャンパス）、芸術学部デザイン学科にデジタルコミュニケーションコースを新設、芸術学部メディアアート表現学科をインタラクティブメディア学科に名称変更
- 2013年（平成25年）4月 創立90周年、芸術学部デザイン学科のコースを統合
- 2014年（平成26年）中野キャンパス再整備計画が完了
- 2015年（平成27年）3月 大学基準協会による2014年度評価で本学が大学基準に適合していると認定された（認定期限：2022年3月31日）[27]
- 2016年（平成28年）工学部創立50周年
- 2016年（平成28年）11月 平成28年度文部科学省 私立大学研究ブランディング事業に採択（「色」で明日を創る・未来を学ぶ・世界を繋ぐ KOUGEI カラーサイエンス＆アート）[28]
- 2018年（平成30年）8月 杉並アニメーションミュージアムの命名権取得（2018年9月から5年間適用）[29]
- 2019年（平成31年）4月 工学部学科を再編成（工学科総合工学系機械コース、電気電子コース、情報コース、化学・材料コース、工学科建築学系建築コース）、芸術学部生の就学地を中野キャンパスへ一元化
- 2022年（令和4年）3月 大学基準協会による2021年度評価で本学が大学基準に適合していると認定された（認定期間：2022年4月1日〜2029年3月31日）[30]
- 2023年（令和5年）4月 大学院工学研究科専攻を再編成（工学専攻の中に機械工学、電気電子工学、情報工学、化学・材料工学、建築学・風工学の各専門分野）
- 2024年（令和6年）4月 工学部学科を再編成（工学科情報学系情報コース、工学科総合工学系機械コース、電気電子コース、工学科建築学系建築コース）

## 基礎データ

### 所在地[31][32]
※2021年5月1日現在

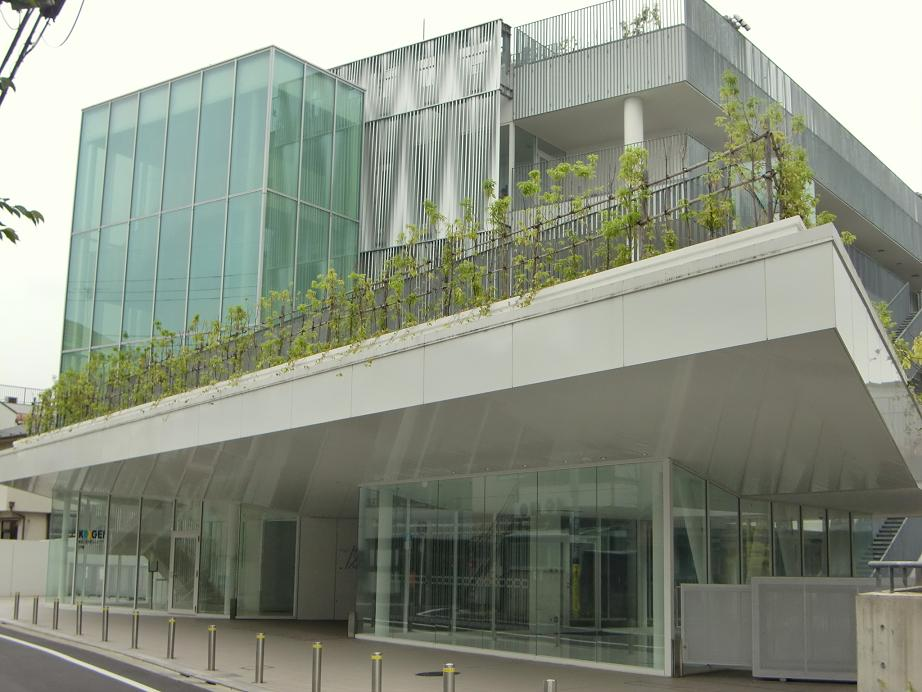
中野キャンパス正面

- 中野キャンパス（東京都中野区本町2-9-5）
  - 校地面積 13,251㎡、校舎面積 28,334㎡
    - 芸術学部
    - 大学院芸術学研究科
- 厚木キャンパス（神奈川県厚木市飯山1583）
  - 校地面積 194,492㎡、校舎面積 69,661㎡
    - 工学部
    - 大学院工学研究科

### 大学基準協会の適合評価[33]
2002年の学校教育法改正により高等教育機関の認証評価が法制化された。2021年5月10日現在、大学の認証評価機関は大学基準協会の他、日本高等教育評価機構など計5機関である。不正入試を含む不祥事、大幅な定員割れ、教員不足等で「期限付適合」「保留」「不適合」となる大学も少なくない。
- 実施年度：2007年
  - 判定評価結果：適合（Accredited）
- 実施年度：2014年
  - 判定評価結果：適合（Accredited）
- 実施年度：2021年
  - 判定評価結果：適合（Accredited）

## 教育および研究

### 組織[39]

#### 学部
- 工学部
  - 工学科
    - 情報学系
      - 情報コース

    - 総合工学系
      - 機械コース
      - 電気電子コース
      - 化学・材料コース　※2024年4月以降は学生募集停止

    - 建築学系
      - 建築コース
- 芸術学部
  - 写真学科
  - 映像学科
  - デザイン学科
  - インタラクティブメディア学科
  - アニメーション学科
  - ゲーム学科
  - マンガ学科

#### 大学院
どの専攻においても博士前期課程・博士後期課程を設置している。
- 工学研究科　※2023年度以降[40]
  - 工学専攻（博士前後期課程）
    - 機械工学専門分野
    - 電気電子工学専門分野
    - 情報工学専門分野
    - 化学・材料工学専門分野
    - 建築学・風工学専門分野

- 芸術学研究科[41]
  - メディアアート専攻（博士前後期課程）
    - 写真メディア領域
    - 映像メディア領域
    - デザインメディア領域
    - インタラクティブメディア領域
    - アニメーションメディア領域
    - ゲームメディア領域
    - マンガメディア領域
    - 芸術学領域

- 工学研究科　※2022年度以前
  - メディア工学専攻[42]
    - メディア情報分野（博士前後期課程）
    - メディアシステム分野（博士前後期課程）

  - 工業化学専攻[43]
    - 環境エネルギー化学分野（博士前後期課程）
    - 有機材料化学分野（博士前後期課程）

  - 建築学・風工学専攻[44]
    - 建築構造学分野（博士前期課程）
      - 建築構造工学分野（博士後期課程）

    - 構法・建築史分野（博士前期課程）
    - 建築環境工学分野（博士前期課程）
    - 建築設計計画分野（博士前期課程）
      - 建築設計計画分野（博士後期課程）

  - 電子情報工学専攻[45]
    - メカトロニクス分野（博士前期課程）
      - システム・応用電子工学分野（博士後期課程）

    - エレクトロニクス分野（博士前期課程）
      - 電子材料・プロセス工学分野（博士後期課程）
      - 量子システム工学分野（博士後期課程）

    - インフォマティクス分野（博士前期課程）
      - 応用情報システム工学分野（博士後期課程）

    - コンピューティング分野（博士前期課程）
      - 電磁波システム工学分野（博士後期課程）

#### 別科
- 芸術別科
  - 写真技術専修　※2022年3月時点で学生募集停止中[46]

### 研究施設[47][44][48]
- 厚木キャンパス
  - 色の国際科学芸術研究センター
    - カラボギャラリー（col.lab Gallery）

  - ハイパーメディア研究センター
  - 風工学研究センター
    - APEC諸国強風防災センター
    - 風工学技術情報室

  - ナノ科学研究センター
  - 連携最先端技術研究センター
  - 情報処理教育研究センター
  - 中央図書館
- 中野キャンパス
  - メディア芸術研究センター
  - 写真スタジオ[13]
  - 芸術情報館
    - 写大ギャラリー（芸術情報館 2F）

  - 中野図書館
  - メディアコンテンツ研究センター（期間：2008～2010年度）
- その他
  - 杉並アニメーションミュージアム

### 文部科学省事業

#### 21世紀COEプログラム[23]
- 採択1件
- 2004年
  - 機械・土木・建築・その他工学
    - 都市・建築物へのウインド・イフェクト

#### グローバルCOEプログラム[26]
- 採択1件
- 2008年
  - 機械・土木・建築・その他工学
    - 風工学・教育研究のニューフロンティア

#### 共同利用・共同研究拠点[49]
- 採択1件
- 2013年
  - 機械・土木・建築・その他工学
    - 風工学研究拠点

#### 私立大学戦略的研究基盤形成支援事業[50]
- 採択1件
- 2015年（平成27年度）
  - 地域に根差した研究
    - 次世代型環境防災都市の構築に向けた基盤研究　～神奈川県厚木市をモデルケースとして～

#### 私立大学研究ブランディング事業[28]
- 採択1件
- 2016年
  - タイプB（世界展開型）
    - 「色」で明日を創る・未来を学ぶ・世界を繋ぐ KOUGEI カラーサイエンス＆アート

#### 私立大学学術研究高度化推進事業
- 学術フロンティア事業
  - ナノ科学研究センター
  - 風工学研究センター
- ハイテク・リサーチ・センター整備事業[51]
  - ハイパーメディア研究センター

## 教育組織の変遷
※カッコ内は目安、太字は現行組織
- 小西寫眞専門学校→東京写真専門学校→東京写真工業専門学校
  - 本科　入学資格：旧制中学校卒業程度（現在の高等学校卒業相当）、修業年限：3年
    - 第一部→写真芸術科→1944年4月、全学生が写真化学工業科、写真光学器械科の何れかに編入
    - 第二部→写真理学科→1944年4月、全学生が写真化学工業科、写真光学器械科の何れかに編入
    - 1944年4月戦時下に設置
      - 写真化学工業科
      - 写真光学器械科

  - 選科　修業年限：実技・実習を主として修業年限を1年以上
  - 別科　入学資格：旧制小学校卒業以上
  - 研究科
- 東京写真短期大学→東京写真大学短期大学部
  - 写真技術科（→芸術学部、芸術別科）
  - 写真工業科→写真応用科（→工学部）
  - 写真印刷科→画像技術科（→工学部）
- 女子短期大学部
  - 秘書科→ビジネス情報学科（→工学部基礎教育研究センター、芸術学部基礎教育）
- 芸術別科
  - 写真技術専修
- 工学部
  - 写真工学科→光工学科→光情報メディア工学科→メディア画像学科に統合
  - 印刷工学科→画像工学科→メディア画像学科に統合
  - メディア画像学科
    - メディア画像学科CG・映像情報コース→工学科に統合
    - メディア画像学科画像科学コース→工学科に統合

  - 工業化学科→応用化学科→ナノ化学科→生命環境化学科→工学科に統合
  - 建築学科→工学科に統合
  - 電子工学科→電子情報工学科→システム電子情報学科、コンピュータ応用学科
    - システム電子情報学科→電子機械学科→工学科に統合
    - コンピュータ応用学科→工学科に統合

  - 基礎教育研究センター→工学科に統合
  - 工学科
    - 情報学系
      - 情報コース

    - 総合工学系
      - 機械コース
      - 電気電子コース
      - 化学・材料コース

    - 建築学系
      - 建築コース

    - コース共通科目
      - 専門基礎科目
      - コミュニケーション・スキル
      - 社会の仕組み
      - 心と身体
      - キャリア教育
      - 初年次教育・自校教育科目

    - 学修支援センター[52]
- 芸術学部
  - 写真学科
  - 映像学科
  - デザイン学科
    - デザイン学科ビジュアルコミュニケーション（VC）コース→デザイン学科に統合
    - デザイン学科ヒューマンプロダクト（HP）コース→デザイン学科に統合
    - デザイン学科デジタルコミュニケーション（DC）コース→デザイン学科に統合

  - メディアアート表現学科→インタラクティブメディア学科
  - アニメーション学科
    - アニメーション学科アニメーションコース→アニメーション学科に統合
    - アニメーション学科ゲームコース→ゲーム学科

  - マンガ学科
  - 基礎教育
    - 人間科学
    - コミュニケーション
    - 芸術基礎
    - キャリア教育
- 大学院 工学研究科
  - 工学専攻
    - 機械工学専門分野
    - 電気電子工学専門分野
    - 情報工学専門分野
    - 化学・材料工学専門分野
    - 建築学・風工学専門分野

  - 工業化学専攻→工学専攻に統合
  - 建築学専攻→建築学・風工学専攻→工学専攻に統合
  - 電子工学専攻→電子情報工学専攻→工学専攻に統合
  - 光工学専攻→メディア工学専攻（博士前期課程）に統合
  - 画像工学専攻→メディア工学専攻（博士前期課程）に統合
  - メディア工学専攻（博士課程）→メディア工学専攻（博士前後期課程）→工学専攻に統合
- 大学院 芸術学研究科
  - メディアアート専攻

## 学生生活

### 表彰[53]
学部首席、学科首席またはこれに準ずる者に対して、学位授与式に以下の賞が授与される。
- 杉浦六右衞門賞
  - 対象：大学院修了者
    - 受賞人数：2名以内
      - 工学研究科、芸術学研究科、各1名以内
- 東京工芸大学学長賞
  - 対象：工学部卒業者及び芸術学部卒業者
    - 受賞人数：2名
      - 工学部、芸術学部、各1名
- 東京工芸大学工学部長賞
  - 対象：工学部卒業者
    - 受賞人数：2名以内
- 東京工芸大学芸術学部学術優秀学生表彰
  - 対象：芸術学部卒業者
    - 受賞人数：35名以内
      - 芸術学部大賞（各学科1名以内）
      - 芸術学部長賞（各学科1名以内）
      - 学科賞（各学科3名以内）

課外活動に顕著な実績を有する者に対して、学位授与式に以下の賞が授与される。
- 東京工芸大学工学部同窓会長賞
  - 対象：工学部卒業者
    - 受賞人数：規定なし

卒業制作物が、将来、極めて有望である者に対して、学位授与式に以下の賞が授与される。
- 東京工芸大学同窓会会長賞
  - 対象：芸術学部卒業者
    - 受賞人数：7名（または7団体）
      - 各学科から1名（または1学生団体）

文化、体育活動で顕著な成績を収めた者に対して、以下の賞が授与される。
- 東京工芸大学後援会長賞
  - 対象：学部または大学院に在籍する学生
    - 受賞人数：規定なし

学業成績が優秀な者に対して、在学中に以下の賞が授与される。
- 東京工芸大学工学部成績優秀者表彰
  - 対象：工学部1〜3年次生
    - 受賞人数：各学科から5名以内

### フォックス･タルボット賞[54]
在学生を対象にした、写真に関する学内コンペがある。
フォックス･タルボット賞は、新しい写真表現への挑戦を奨励するとともに、若い写真家の登竜門としての機能を果たすことを目的として、東京工芸大学が1979年に創設した。
本賞の名称は、イギリスのフォックス・タルボット美術館の協力を得て、近代的な写真システムの原点であるネガ・ポジ法の発明者ウイリアム・ヘンリー・フォックス・タルボット（William Henry Fox Talbot, 1800-77）の偉業を讃え、その名を冠している。

### 学園祭[55]
- 工芸祭（厚木キャンパス学園祭）
  - 厚木キャンパスで開催される学園祭「工芸祭」は、学生団体である学園祭実行委員会が企画・運営を行っています。
- 中野祭（中野キャンパス学園祭）
  - 中野キャンパスで開催される学園祭「中野祭」は、学生団体である中野祭実行委員会が企画・運営を行っています。
- 創工祭
  - 主に体育部団体・文化部団体・同好会等における日頃の作品・成果発表の場として、学生主催により厚木キャンパスで開催されます。

### クラブ・サークル[56]
- 委員会 (2022年5月1日現在)
  - 学友会本部
  - 学友会中野支部
  - 学園祭実行委員会
  - 中野祭実行委員会
  - 文化部協議会
  - 文化部協議会中野支部
  - 体育部協議会
  - 学生生協委員会
- 厚木キャンパス
  - 体育部 (2022年5月1日現在)
    - 剣道部
    - 硬式庭球部
    - 硬式野球部
    - 卓球部
    - バドミントン部
    - バスケットボール部

  - 文化部 (2022年5月1日現在)
    - からくり工房
    - コスプレサークル
    - 茶道部
    - e-sportsサークル
- 中野キャンパス
  - 文化部 (2022年5月1日現在)
    - 報道写真部
    - カラー写真部
    - 写真部
    - FOTO.ism
- 両キャンパス
  - 体育部 (2022年5月1日現在)
    - ダンス部（POLYTECHNICS）
    - モーターサイクル部

  - 文化部 (2022年5月1日現在)
    - アカペラ部
    - 演劇部
    - 軽音楽部
    - サウンド研究会
    - 吹奏楽団
    - TRPG-club
    - 天文部
    - 特撮研究会
    - パフォーマンス研究会
    - プログラミング研究会
    - TPU映像制作サークル
- 同好会 (2022年5月1日現在)
  - バスケットボールサークル
  - バドミントンサークル
  - スポーツ同好会
  - バスケ＆サッカーサークル
  - K.A.F.建築サークル
  - フットサルサークル
  - スポーツサークル
  - ソフトテニスサークル
  - 競技麻雀同好会

## 学術リポジトリ
紀要や博士学位論文の一部は、東京工芸大学学術リポジトリから検索・閲覧可能。
- 芸術学部紀要 芸術世界
- 東京工芸大学芸術学部紀要（1995.3.31創刊）
- 東京工芸大学工学部紀要（1978.12.25創刊）
- 東京工芸大学工学部紀要 人文・社会編（1978.12.25創刊）

## 対外関係
- 神奈川県内大学間学術交流協定 - 大学院
- 私工大懇話会 - 図書館の相互利用
- 放送大学学園と単位互換協定を結んでおり、放送大学で取得した単位を卒業に要する単位として認定することができる[22]